# تسمم حاد بالبريليوم

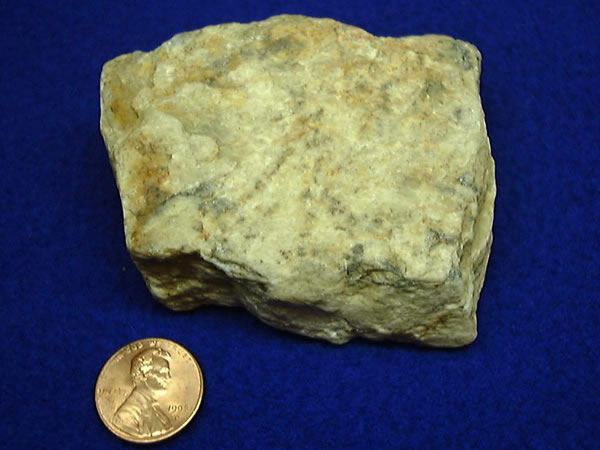
خام البريليوم

التسمم الحاد بالبريليوم (بالإنجليزية: Acute beryllium poisoning) هو التهاب رئوي كيميائي حاد ناتج عن التأثير السام للبريليوم في شكله العنصري أو في مركبات كيميائية مختلفة، ويختلف عن داء البريليوم (ويسمى أيضًا مرض البريليوم المزمن). بعد أن تم وضع إجراءات السلامة المهنية بعد إدراك أن المعدن يسبب داء البيريليوم حوالي عام 1950، أصبح التسمم الحاد بالبريليوم نادرًا للغاية.

## العلامات والأعراض
التسمم الحاد بالبريليوم يرتبط بشكل عام بالتعرض لمستويات البريليوم التي تبلغ 100 ميكروجرام/م 3 أو أكثر، وينتج عنه سعال شديد والتهاب في الأنف والحلق وفقدان الوزن وصعوبة في التنفس وفقدان الشهية وزيادة التعب.
بالإضافة إلى سمية البريليوم عند استنشاقه، أو عند ملامسته للجلد بجرعات منخفضة نسبيًا، يمكن أن يسبب البريليوم تهيجًا موضعيًا والتهاب الجلد التماسي، كما أن ملامسة الجلد الذي تم كشطه أو قطعه قد يسبب طفح جلدي أو تقرحات. يمكن لغبار أو مسحوق البريليوم أن يهيج العينين.

## عوامل الخطر
التسمم الحاد بالبريليوم هو مرض مهني. المهن ذات الصلة هي تلك التي يتم فيها استخراج البريليوم أو معالجته أو تحويله إلى سبائك معدنية، أو حيث يتم تصنيع المعادن المحتوية على البيريليوم أو إعادة تدوير سبائك الخردة.
يجب أن يتم مسح معدات تحضير المعادن وأسطح العمل المخبرية بالرطوبة من حين لآخر لمنع تراكم الجزيئات. يجب التعامل مع إجراءات القطع والطحن والتلميع التي تولد الغبار أو الأبخرة ضمن أغطية ذات فتحات تهوية كافية ومزودة بمرشحات جسيمية.

## التدبير العلاجي
العلاج داعم ويتضمن الإزالة من التعرض الإضافي للبريليوم. في الحالات الشديدة جدًا قد تكون هناك حاجة للتهوية الميكانيكية.

## مآل المرض
عادةً ما تختفي علامات وأعراض الالتهاب الرئوي البريليوم الحاد خلال عدة أسابيع إلى أشهر، ولكنها قد تكون قاتلة في 10 بالمائة من الحالات، وقد يتطور حوالي 15-20% من الحالات إلى مرض البريليوم المزمن.
التسمم الحاد بالبريليوم يضاعف تقريبا خطر الإصابة بسرطان الرئة. الآلية التي يكون بها البريليوم مادة مسرطنة غير واضحة، ولكن قد يكون ذلك بسبب ارتباط البريليوم الأيوني بالأحماض النووية؛ انها ليست مطفرة.